# لوئیس فیلیپه کاستیو
لوئیس فیلیپه کاستیو (اسپانیایی: Luis Felipe Castillo‎؛ زادهٔ ۱۰ مارس ۱۹۹۵) بازیکن بیس‌بال اهل جمهوری دومینیکن است.
وی در مسابقات کشوری و بین‌المللی در مجموع برندهٔ ۱ مدال برنز شده‌است.